# Голод в Молдове (1946—1947)
Голод в Молдавии — голод, охвативший в 1946—1947 годах Молдавскую ССР. Был вызван сочетанием природных причин (двухлетняя засуха) и негибкой продовольственной политики властей, повлёк за собой большие человеческие жертвы. Умерло от голода, по разным оценкам, от 70—80 тысяч до 150—200 тысяч человек.

## Условия возникновения
В марте 1944 года в ходе контрнаступательных действий советские войска форсировали Днестр и продолжили движение вглубь территории Молдавской ССР. В августе с занятием Кишинёва в него возвратились советские государственные и партийные органы. По мере установления контроля над территорией Молдавской ССР советские власти начали сбор зерна и других продуктов у местных крестьян, причём не только за 1944 год, но и в счёт предыдущего года. Эти действия были с пониманием встречены в сельской местности Молдавии и не вызвали массовых протестов. На 1945 год были установлены неравные нормы сдачи продукции для индивидуальных хозяйств правобережья Днестра и для уже прошедшего в 1930-е годы коллективизацию левобережья. Разница в нормах по сдаче мяса составляла более 20 раз, по яйцам в 30 раз и по молоку в 50—100 раз (для индивидуальных хозяйств нормы были выше).
Лето 1945 года в Молдавии выдалось засушливым, что отразилось на производительности сельского хозяйства. Только за период с 5 по 10 июля этого года военной цензурой НКГБ было перехвачено 300 писем, в которых говорилось о сложностях с продовольствием из-за засухи. В большом количестве такие письма перехватывались и весной и в начале лета 1946 года. В Кишинёве и других населённых пунктах Молдавии выстраивались очереди за хлебом (схожая ситуация наблюдалась на юго-востоке Украины и в некоторых регионах РСФСР). Весной 1946 года начались нападения на склады «Заготзерна» голодающих граждан; большую часть нападавших составляли самые уязвимые слои населения — женщины, дети, старики. Первоначальные предположения, что за нападениями стояли зажиточные крестьяне, не оправдались — в них участвовали и крестьянки-середнячки, и представительницы бедноты. Этим нападениям в официальных документах давались различные разъяснения: если в одних случаях их трактовали как результаты провокаций отдельных лиц, пытавшихся скрыть собственные хищения, то в других они рассматривались как протест против беззакония местных властей. В апреле 1946 года было принято решение установить у хлебных складов вооружённую охрану.
Несмотря на засуху 1945 года, которая сама по себе создала проблемы с продовольствием, советские власти не уменьшили, а увеличили нормы продуктов, которые следовало сдать государству. Официально в 1945 году заявлялось, что наиболее нуждающиеся слои населения (в том числе вдовы с детьми и семьи, члены которых находились в действующей армии) освобождаются от сдачи продуктов. На практике, однако, в части случаев эти льготы не реализовались, а в других при освобождении нуждающихся семей от налога недостающие объёмы сдаваемой продукции вынужденно перераспределялись между другими хозяйствами, поскольку общий план поставок по Молдавской ССР снижен не был.
В условиях недосбора продуктов начались их принудительные реквизиции у крестьян. Подобная практика в Молдавской ССР наблюдалась уже в 1944 году, но с начала 1946 года её масштабы радикально возросли; с некоторых хозяйств продукты собирали по 5—7 раз. Игнорируя объективную нехватку продуктов из-за естественных причин, власти считали, что у зажиточных крестьян зерна по-прежнему много и недосбор продовольствия вызван саботажем. В этих условиях действия бригад по сбору продуктов часто сопровождались репрессиями и насилием по отношению к крестьянам и злоупотреблениями на местах (например, изымалась уже готовая еда). Выполнение установленных норм в хозяйствах, где отсутствовал основной кормилец и поэтому потенциал земли не использовался полностью, приводило к тому, что оставшегося у семьи зерна не хватало объективно даже на самые базовые нужды.

## Голод
Начиная с июня 1946 года молдавское руководство информировало центральные власти СССР о бедственном положении в республике, связанном с последствиями засух предыдущего и текущего годов. Согласно отчётам, в Молдавии полностью погиб урожай на 200 тыс. га посевных площадей, частично — ещё на 249 тыс. га. На 65 % посевных площадей урожай должен был составить лишь от 1 до 3 центнеров с гектара вместо обычных 6. План поставок зерна на 1946 год был снижен более чем вдвое — с 265 тыс. т до примерно 107 тыс. т., однако вскоре стало ясно, что даже эта норма в сложившихся обстоятельствах непомерно высока, и в августе по просьбе властей Молдавии она была снижена до 72,7 тыс. т. Одновременно 19 августа 1946 года в Москве было принято решение о выделении Молдавской ССР помощи в размере 24,6 тыс. т зерновых (в равных пропорциях пшеницы и кукурузы). Однако реальный объём помощи резко отличался от запланированного: хотя министерство торговли СССР обязали выделять Молдавии 5 тыс. т зерна каждый месяц, с сентября по декабрь 1946 года республика ежемесячно получала только 900 тонн. Кроме того, часть даже этого объёма помощи была перераспределена в счёт погашения обязательного плана поставок, который местные чиновники пытались выполнить любой ценой, и не дошла до нуждающихся.
Одновременно в республиканской прессе тщательно замалчивались и бедственное положение с продовольствием, и засуха как его причина — только в январе 1947 года, когда и то, и другое официально признал Госплан СССР, эта информация появилась сначала в газете «Советская Молдавия», а затем и в других средствах массовой информации. В этих условиях невыполнение плана по сдаче зерна связывалось с происками классового врага — кулаков — и наращивалась активность реквизиционных бригад.
В сентябре 1946 года двумя указами Совета министров СССР вначале были повышены цены на хлеб, а затем резко сокращена численность населения, имевшего право на получение хлеба по карточкам. В целом по СССР из его числа были исключены 23 млн человек в сельской местности и 3,5 млн городских жителей, а в Молдавской ССР — 150 тысяч человек в общей сложности, из них 110 тысяч в сельской местности. Были также урезаны иждивенческие хлебные пайки в городах. В этих условиях расширился чёрный рынок торговли продуктами, начались перепродажи хлебных карточек. Ситуацию усугубил и государственный заём 1946 года, прошедший накануне начала голода. Хотя формально он был добровольным, те, кто на него не подписывался, рассматривались как нелояльный власти элемент. Таким образом, в условиях подорожания продуктов у населения не осталось денег на их покупку.
Массовый голод в Молдавии начался уже летом 1946 года. Уже в это время начались смерти среди населения от недоедания или употребления в пищу ядовитых растений в попытках насытиться. В это же время в некоторых районах Молдавии были зарегистрированы первые случаи каннибализма. Тысячи человек страдали от недоедания, что официально фиксировалось как дистрофия. В августе—октябре 1946 года счёт дистрофиков шёл на тысячи, с ноября 1946 года — на десятки тысяч. Это число занижалось в отчётах, которые молдавское руководство отправляло в центр. Так, в докладе ЦК КП(б) Молдавии и Совета министров МССР за 21 декабря 1946 года количество случаев дистрофии оценивается в 13 тысяч, тогда как на самом деле их было почти 30 тысяч уже в ноябре, а в декабре их число, по разным данным, достигало от 42 до 53 тысяч. К февралю 1947 года в Тараклийском районе дистрофики составляли почти 40 % населения. В период с октября по январь смертность в районе превысила рождаемость в 6 раз, только за январь умерли 4 % жителей. Люди ели кошек и собак, старую кожаную обувь, делали муку из небольшого количества зерна, смешанного с толчёными кукурузными початками, стеблями и жмыхом подсолнечника, отходами обработки рапса.
К концу февраля 1947 года (без учёта статистики из Тирасполя, Каменки и Григориополя) число случаев дистрофии в Молдавии в целом превышало 200 тысяч, из которых почти 90 тысяч приходилось на долю детей. От дистрофии 2-й степени страдали 65 тысяч человек, 3-й степени — почти 30 тысяч. За март—июнь 1947 года было зарегистрировано ещё более 75 тысяч случаев дистрофии, в том числе почти 24 тысячи у детей. От истощения за этот период официально умерли 18,1 тысячи человек. Страдавшие от голода люди пытались бежать за границу — в Румынию. С ростом числа таких случаев в январе 1947 года был отдан приказ преследовать беглецов на румынском берегу Прута, а при поимке расстреливать. Позже этот приказ был признан противозаконным, отдавший его полковник Ашахманов был уволен, несколько исполнителей внесудебных казней предстали перед трибуналом.
В декабрьском письме молдавского руководства на имя Сталина акцентировалось, что после двух засушливых лет в крестьянских хозяйствах Молдовы не осталось никаких излишков, а трудности с продовольствием во многих семьях начались уже во время сбора урожая 1946 года. В письме запрашивалась немедленная продовольственная помощь 175 тысячам хозяйств (более 690 тысяч человек) и прогнозировалось, что в феврале 1947 года в помощи будет нуждаться ещё 481 тысяча человек, а в марте — ещё 267 тысяч в сельской местности. Кишинёвские власти просили у Москвы более 53 тыс. т зерна и 20 тыс. т картофеля в дополнение к уже обещанной помощи, а также десятки тысяч тонн фуража и семян зерновых, бобовых, картофеля и многолетних трав. Историк И. Кашу рассматривает последнюю просьбу как подтверждение того, что в стремлении выполнить план по продовольственным поставкам власти на местах в Молдавии изъяли у крестьян даже семенной материал на будущий год. Центральные власти, убедившись, что масштабы катастрофы не преувеличены, согласились выделить требуемую помощь заимообразно, но процесс её доставки затянулся до конца января или даже начала февраля 1947 года из-за проблем с логистикой и отсутствия стремления сотрудничать у местных руководителей.
На местах начали открываться столовые, предлагавшие питание голодающим, но их количество было ограничено из-за нехватки помещений, инвентаря и отопительного материала, а также из-за того, что местные власти боялись хищений. В результате, чтобы добраться до такой столовой, людям порой приходилось преодолевать расстояние 7—10 км, и энергия, затраченная на дорогу, могла превосходить количество калорий, получаемых с питанием. Из-за истощения такое расстояние также могло становиться непреодолимым препятствием для части голодавших. Несмотря на эти сложности и отсутствие соблюдения требований правильного питания для дистрофиков (хлеб выдавали отдельно от горячей пищи), число дистрофиков начало снижаться. Однако план помощи был рассчитан до мая, и в этом месяце число случаев дистрофии в Молдавии вновь стало расти. Новое снижение этого показателя наступило только в июле 1947 года, с началом сбора нового урожая.

## Итоги
Полностью последствия голода в Молдавии не были изжиты с урожаем 1947 года. Вызванная ими дистрофия фиксировалась до лета-осени 1948 года не менее чем в 14 районах республики.
Хотя голод 1946—1947 годов затронул многие регионы СССР, Молдавская ССР стала единственной такой территорией, присоединённой к СССР в 1939—1940 или 1945—1946 годах. И. Кашу признаёт, что это не позволяет приписать голод полностью последствиям советизации и что важную роль сыграли и чисто природные факторы, которые не затронули Западную Украину, Западную Белоруссию и Прибалтику. При этом он отмечает, что из регионов, охваченных голодом, бессарабская часть Молдавии была единственной, где преобладали индивидуальные крестьянские хозяйства. Историк предполагает, что в силу этого советские власти могли рассматривать её население как враждебное в классовом и идеологическом отношении и не предпринимать достаточных усилий для предотвращения или прекращения голода.
Количество жертв голода 1946—1947 годов в Молдавии оценивается по-разному у разных авторов. Самую низкую оценку числа погибших — от 70 до 80 тысяч — дал в 1990 году Б. Г. Бомешко, хотя из этого подсчёта исключены беженцы на Западную Украину. По подсчётам Бомешко, в день из Молдавии на Украину уходили 5—6 тысяч человек, из которых часть погибала от истощения по дороге. В. Царанов и Л. Булмага в публикациях 2002 и 2012 годов оценивают максимальное число погибших от голода в 100 тысяч человек. Европейский историк М. Эллман, оценивая общее число жертв голода в СССР в 1946—1947 годах в 1,2 миллиона умерших, отводит на долю Молдавской ССР 123 тысячи из их числа, что примерно соответствует 5 % тогдашнего населения республики (Украина, по его оценке, потеряла 1 % населения, а РСФСР — 0,6 %). Наивысшую оценку предложили в 1989 и 1995 годах М. Грибинча и А. Цэрану — от 150 до 200 тыс. человек.